# Antaragni
Antaragni fue una banda musical india de Bangalore, se formó en 1998 y se disolvió en 2004. Antaragni incluía un repertorio musical de una fusión de diferentes géneros musicales de la India clásica como e folk, el rock occidental, el funk y el pop.
Después de Antaragni se disolviera, el líder de la banda, Raghupathy Dixit, pasó a formar su propia banda musical llamada Raghu Dixit, junto a otros músicos y artistas de diferentes géneros musicales, colaborando y creando un sonido dinámico y expressio.

## Etimología
El nombre de Antaragni es una unión de dos palabras que significa, antar "dentro" y agni "fuego". En su conjunto, sig 'Antar Ki Agni' o 'Antaragni ", abreviado significa literalmente "Fuego interior". El nombre de la banda refleja la pasión y el celo de sus integrantes en la música.

## Historia
Antaragni, pasó a convertirse en una de las agrupaciones de Bangalore más populares del momento, en algún momento se formó a finales de 1990 por Raghu Dixit, un guitarrista, compositor y cantante. Un experimentador constantemente en busca de un nuevo sonido, luego se unió Raghu, un amigo del talentoso violinista HN Bhaskar. Como dúo formaron Antaragni. Armado con un nuevo sonido, Raghu y Bhaskar, se trasladaron a una base de Bangalore, donde empezaron a iniciar sus carreras. Luego conocieron a Ravichandra Rao, un flautista y percusionista reconocido y su música continuó evolucionando. Su música ya tenía un estilo de fusiones de diferenrtes géneros musicales, como la clásica música india, folk y tintes occidentales, Antaragni empezó a surgir como una de las bandas más exitosas.

## Disolución
Raghu y Manoj continuaron interpretando con artistas invitados, hasta que finalmente se disolvió en 2004.